# ألفريدو ألفيس تينوكو
ألفريدو ألفيس تينوكو (بالبرتغالية: Alfredo Alves‏) الشهير باسم تينوكو (2 ديسمبر 1904 - 4 يوليو 1975) لاعب كرة قدم برازيلي راحل كان يجيد اللعب في خط الوسط.
لعب طوال مسيرته الرياضية في نادي فاسكو دا غاما (1929-1934).
مثل منتخب البرازيل في مباراة واحدة (1934). شارك مع منتخب البرازيل في بطولة كأس العالم 1934 في إيطاليا حيث خرج من الدور الثمن النهائي.

## وصلات خارجية
- ألفريدو ألفيس تينوكو على موقع قاعدة بيانات كرة القدم.إي يو (الإنجليزية)
- ألفريدو ألفيس تينوكو على موقع ناشيونال فوتبول تيمز (الإنجليزية)
- ألفريدو ألفيس تينوكو على موقع Soccerway.com (الإنجليزية)
- ألفريدو ألفيس تينوكو على موقع عالم كرة القدم.نت (الإنجليزية)

- هذا سيرة ذاتية